# Champions Trophy de hockey sobre césped femenino de 2002
La 10.ª edición del Champions Trophy femenino se llevó a cabo entre el 24 de agosto y el 1 de septiembre en Macao. Fue la primera vez que este torneo se realizó en la República Popular China. Las seis selecciones nacionales que participaron fueron Argentina, Australia, China, Inglaterra, Holanda y Nueva Zelanda.

## Planteles

### Argentina
| - ( 1.) Mariela Antoniska - ( 2.) Soledad García - ( 3.) Magdalena Aicega - ( 4.) María Paz Ferrari - ( 5.) Anabel Gambero - ( 6.) Ayelén Stepnik - ( 8.) Luciana Aymar | - ( 9.) Vanina Oneto - (11.) Karina Masotta - (12.) Mariana González Oliva - (13.) Laura Maiztegui - (14.) Mercedes Margalot - (15.) María de la Paz Hernández - (16.) Cecilia Rognoni | - (18.) Paola Vukojicic - (19.) Marine Russo - (21.) Inés Arrondo - (24.) Claudia Burkart - Director técnico Sergio Vigil |

### Australia
| - ( 1.) Toni Cronk - ( 2.) Louise Dobson - ( 3.) Karen Smith - ( 5.) Ngaire Smith - ( 7.) Peta Gallagher - ( 8.) Shayni Buswell - (13.) Wendy Alcorn | - (14.) Nicole Arrold - (20.) Carmel Bakurski - (21.) Nina Bonner - (23.) Joanne Banning - (24.) Angie Skirving - (25.) Melanie Twitt - (26.) Megan Sargeant | - (28.) Julie Towers - (29.) Tammy Cole - (31.) Katrina Powell - (32.) Nikki Hudson - Director técnico David Bell |

### ChinaChina
| - ( 1.) Nie Ya Li - ( 2.) Long Fengyu - ( 3.) Cheng Zhaoxia - ( 4.) Ma Yibo - ( 5.) Cheng Hui - ( 7.) Huang Junxia - ( 8.) Fu Baorong | - ( 9.) Li Shuang - (11.) Tang Chunling - (12.) Zhou Wanfeng - (13.) Zhang Hay Ying - (15.) Hou Xiaolan - (18.) Mai Shooyan - (19.) Chen Qiuqi | - (20.) Wang Jiuyan - (21.) Zhang Shuang - (22.) Li Aili - (31.) Pan Feng Zhen - Director técnico Kim Chang-back |

### InglaterraInglaterra
| - ( 1.) Anna Bennett - ( 2.) Jennie Bimson - ( 3.) Sarah Blanks - ( 5.) Melanie Clewlow - ( 7.) Helen Grant - ( 8.) Fiona Greenham - ( 9.) Leisa King | - (11.) Purdy Miller - (12.) Mandy Nicholson - (14.) Anne Panter - (15.) Kathy Roberts - (17.) Jane Smith - (18.) Rachel Walker - (19.) Kate Walsh | - (22.) Alex Danson - (25.) Beth Storry - (26.) Frances Houslop - (31.) Rachel Walsh - Director técnico Tricia Heberle |

### Nueva ZelandaNueva Zelanda
| - ( 3.) Paula Enoka - ( 4.) Sandy Bennett - ( 5.) Rachel Sutherland - ( 7.) Skippy Hamahona - ( 8.) Jaimee Provan - (11.) Michelle Turner - (14.) Suzie Pearce | - (15.) Anne-Marie Irving - (16.) Helen Clarke - (17.) Caryn Paewai - (18.) Diana Weavers - (20.) Amanda Christie - (21.) Niniwa Roberts - (23.) Tara Drysdale | - (25.) Lisa Bishop - (27.) Colleen Gubb-Suddaby - (28.) Karen Syddall - (29.) Kate Saunders - Director técnico Jan Borren |

### HolandaHolanda
| - ( 1.) Clarinda Sinnige - ( 2.) Lisanne de Roever - ( 3.) Macha van der Vaart - ( 4.) Fatima Moreira de Melo - ( 6.) Maartje Scheepstra - ( 7.) Miek van Geenhuizen - ( 9.) Florien Cornelis | - (10.) Mijntje Donners - (11.) Ageeth Boomgaardt - (13.) Minke Smabers - (14.) Ellis Verbakel - (15.) Janneke Schopman - (16.) Chantal de Bruijn - (18.) Minke Booij | - (21.) Lieve van Kessel - (23.) Kim Lammers - (24.) Femke Kooijman - (26.) Fleur van de Kieft - Director técnico Marc Lammers |

## Resultados

### Sábado 24 de agosto
| Argentina                  | 1 - 0 | Nueva Zelanda | 15:00 Árbitros: Renée Cohen (NED) y Hongjun Yao (CHN). |
| Mariana González Oliva 59' |       |               | 15:00 Árbitros: Renée Cohen (NED) y Hongjun Yao (CHN). |

| Australia | 0 - 0 | Holanda | 17:00 Árbitros: Jane Nockolds (ENG) y Marelize De Klerk (RSA). |
|           |       |         | 17:00 Árbitros: Jane Nockolds (ENG) y Marelize De Klerk (RSA). |

| China                  | 1 - 1 | Inglaterra           | 20:00 Árbitros: Jean Duncan (SCO) y Minka Woolley (AUS). |
| Chen Zhao Xia 69' (pc) |       | Mel Clewlow 53' (pc) | 20:00 Árbitros: Jean Duncan (SCO) y Minka Woolley (AUS). |

### Domingo 25 de agosto
| Argentina               | 1 - 1 | Holanda              | 16:00 Árbitros: Jean Duncan (SCO) y Xiong Ru (CHN). |
| Karina Masotta 42' (pc) |       | Minke Booij 15' (pc) | 16:00 Árbitros: Jean Duncan (SCO) y Xiong Ru (CHN). |

| Inglaterra | 0 - 5 | Nueva Zelanda                    | 18:00 Árbitros: Marelize de Klerk (RSA) y Chieko Akiyama (JPN). |
|            |       | Suzie Pearce 10' (pc)            | 18:00 Árbitros: Marelize de Klerk (RSA) y Chieko Akiyama (JPN). |
|            |       | Jaimee Provan 32' (pc), 43' (pc) |                                                                 |
|            |       | Michelle Turner 49' (pc)         |                                                                 |
|            |       | Piki Hamahona 67'                |                                                                 |

| Australia | 0 - 1 | China             | 20:00 Árbitros: Ute Conen (GER) y Renee Cohen (NED). |
|           |       | Ma Yi Bo 58' (pc) | 20:00 Árbitros: Ute Conen (GER) y Renee Cohen (NED). |

### Martes 27 de agosto
| Australia              | 3 - 1 | Nueva Zelanda      | 16:00 Árbitros: Jane Nockolds (ENG) y Renee Cohen (NED). |
| Louise Dobson 28' (pc) |       | Amanda Christie 8' | 16:00 Árbitros: Jane Nockolds (ENG) y Renee Cohen (NED). |
| Katrina Powell 35'     |       |                    |                                                          |
| Wendy Alcorn 45'       |       |                    |                                                          |

| Argentina                | 4 - 0 | Inglaterra | 18:00 Árbitros: Ute Conen (GER) y Minka Woolley (AUS). |
| Vanina Oneto 42'         |       |            | 18:00 Árbitros: Ute Conen (GER) y Minka Woolley (AUS). |
| Luciana Aymar 38', 67'   |       |            |                                                        |
| Cecilia Rognoni 41' (pc) |       |            |                                                        |

| China             | 1 - 1 | Holanda                    | 20:00 Árbitros: Marelize de Klerk (RSA) y Chieko Akiyama (JPN). |
| Zhou Wan Feng 35' |       | Ageeth Boomgaardt 10' (pc) | 20:00 Árbitros: Marelize de Klerk (RSA) y Chieko Akiyama (JPN). |

### Miércoles 28 de agosto
| Australia          | 2 - 0 | Inglaterra | 16:00 Árbitros: Ute Conen (GER) y Xiong Ru (CHN). |
| Joanne Banning 20' |       |            | 16:00 Árbitros: Ute Conen (GER) y Xiong Ru (CHN). |
| Wendy Alcorn 31'   |       |            |                                                   |

| Holanda                         | 2 - 2 | Nueva Zelanda                 | 18:00 Árbitros: Minka Woolley (AUS) y Hongjun Yao (CHN). |
| Minke Booij 2' (pc)             |       | Colleen Gubb-Suddaby 43' (pc) | 18:00 Árbitros: Minka Woolley (AUS) y Hongjun Yao (CHN). |
| Fatima Moreira de Melo 62' (pc) |       | Tara Drysdale 56' (pc)        |                                                          |

| Argentina             | 1 - 1 | China                  | 20:00 Árbitros: Jane Nockolds (ENG) y Jean Duncan (SCO). |
| Vanina Oneto 11' (pc) |       | Zhou Wan Feng 18' (pc) | 20:00 Árbitros: Jane Nockolds (ENG) y Jean Duncan (SCO). |

### Viernes 30 de agosto
| Inglaterra | 0 - 2 | Holanda                | 16:00 Árbitros: Marelize de Klerk (RSA) y Jean Duncan (SCO). |
|            |       | Maartje Scheepstra 31' | 16:00 Árbitros: Marelize de Klerk (RSA) y Jean Duncan (SCO). |
|            |       | Minke Booij 38' (pc)   |                                                              |

| China              | 1 - 0 | Nueva Zelanda | 18:00 Árbitros: Renee Cohen (NED) y Jane Nockolds (ENG). |
| Tang Chun Ling 63' |       |               | 18:00 Árbitros: Renee Cohen (NED) y Jane Nockolds (ENG). |

| Argentina         | 2 - 2 | Australia               | 20:00 Árbitros: Chieko Akiyama (JPN) y Ute Conen (GER). |
| Soledad García 2' |       | Julie Towers 25'        | 20:00 Árbitros: Chieko Akiyama (JPN) y Ute Conen (GER). |
| Vanina Oneto 39'  |       | Angie Skirving 60' (pc) |                                                         |

## Tabla de posiciones
|    | Equipo        | Puntos | J | G | E | P | GF | GC | D/G |
| -- | ------------- | ------ | - | - | - | - | -- | -- | --- |
| 1. | Argentina     | 9      | 5 | 2 | 3 | 0 | 9  | 4  | +5  |
| 2. | China         | 9      | 5 | 2 | 3 | 0 | 5  | 3  | +2  |
| 3. | Australia     | 8      | 5 | 2 | 2 | 1 | 7  | 4  | +3  |
| 4. | Países Bajos  | 7      | 5 | 1 | 4 | 0 | 6  | 4  | +2  |
| 5. | Nueva Zelanda | 4      | 5 | 1 | 1 | 3 | 8  | 7  | +1  |
| 6. | Inglaterra    | 1      | 5 | 0 | 1 | 4 | 1  | 14 | -13 |

## Rueda final

### 5.º/6.º puesto
| 1 de septiembre de 2002 15:00          |       |            |                                                       |
| Nueva Zelanda                          | 2 – 0 | Inglaterra | Árbitros: Minka Woolley (AUS) Marelize de Klerk (RSA) |
| Amanda Christie 10' Niniwa Roberts 68' |       |            | Árbitros: Minka Woolley (AUS) Marelize de Klerk (RSA) |

### 3.erpuesto
| 1 de septiembre de 2002 17:30                       |       |                                                                                     |                                                   |
| Australia                                           | 3 – 4 | Países Bajos                                                                        | Árbitros: Chieko Akiyama (JPN) Jae Nockolds (ENG) |
| Peta Gallagher 18' Louise Dobson 26' (pc), 68' (pc) |       | Ageeth Boomgaardt 32' (pc), 51' (pc) Fatima Moreira de Melo 63' Mijntje Donners 73' | Árbitros: Chieko Akiyama (JPN) Jae Nockolds (ENG) |

### Final
| 1 de septiembre de 2002 20:00          |       |                       |                                             |
| China                                  | 2 – 2 | Argentina             | Árbitros: Renée Cohen (NED) Ute Conen (GER) |
| Mai Shoo Yan 17' (pc) Hou Xiao Lan 27' |       | Vanina Oneto 62', 66' | Árbitros: Renée Cohen (NED) Ute Conen (GER) |

## Posiciones finales
| Pos | Equipo        |
| --- | ------------- |
|     | China         |
|     | Argentina     |
|     | Holanda       |
| 4.  | Australia     |
| 5.  | Nueva Zelanda |
| 6.  | Inglaterra    |

## Premios
| Campeonas del Champions Trophy 2002 |
| ----------------------------------- |
| China Primer título                 |

| Mejor Jugadora  | Mejor Arquera | Goleadora    | Fair Play     |
| --------------- | ------------- | ------------ | ------------- |
| Cecilia Rognoni | Nie Ya Li     | Vanina Oneto | Nueva Zelanda |